# Cibolo (Teksas)
Cibolo je grad u američkoj saveznoj državi Teksas. Prema popisu stanovništva iz 2010. u njemu je živjelo 15.349 stanovnika.